# Coleoxestia tupunhuna
Coleoxestia tupunhuna es una especie de escarabajo longicornio del género Coleoxestia, tribu Cerambycini, subfamilia Cerambycinae. Fue descrita científicamente por Martins & Monné en 2005.

## Descripción
Mide 21-21,2 milímetros de longitud.

## Distribución
Se distribuye por Brasil.